# William Cox
Pour les articles homonymes, voir William Cox (athlète).
 (décembre 2024).
Si vous disposez d'ouvrages ou d'articles de référence ou si vous connaissez des sites web de qualité traitant du thème abordé ici, merci de compléter l'article en donnant les références utiles à sa vérifiabilité et en les liant à la section « Notes et références ».
William John Ellis Cox (né le 1er avril 1936 à Hobart en Tasmanie) est le 26e gouverneur de Tasmanie entre le 15 décembre 2004 et le 2 avril 2008. Il a été auparavant président de la Cour suprême de Tasmanie et Lieutenant-Gouverneur (il remplaçait le gouverneur en cas d'absence ou d'empêchement).

## Biographie
Né de William Ellis Cox (décédé en 1970) et d'Alice Mary Mulcahy Cox (décédée en 1983), William John Ellis Cox fit ses études à Hobart puis à Melbourne enfin à l'université de Tasmanie.
Il est nommé juge à la Cour suprême de Tasmanie en 1982 et en est Président de 1995 à 2004. Il en est en même temps Lieutenant-Gouverneur. 
En août 2004, il devient gouverneur après la démission de Richard Butler. Il est remplacé le 2 avril 2008 par Peter Underwood.
Cox est le second gouverneur de l'État à être né en Tasmanie. Le premier est Guy Green.